# Wereldkampioenschappen boogschieten 1952
De Wereldkampioenschappen boogschieten 1952 waren door de Fédération Internationale de Tir à l'Arc (FITA) georganiseerde kampioenschappen voor boogschutters. De 15e editie van de wereldkampioenschappen vond plaats in het Belgische Brussel, België van 23 tot en met 27 juli 1950. Er namen 87 boogschutters uit tien landen deel in vier evenementen.

## Medaillewinnaars
| M/V | Onderdeel   | Goud                                           | Zilver                                      | Brons                                             |
| M   | Individueel | Stellan Andersson                              | Bror Lundgren                               | Einar Tang-Holbæk                                 |
| M   | Team        | Stellan Andersson Bror Lundgren Håkan Norström | Einar Tang-Holbæk Emil Nielsen Arne Vangbæk | Bickerstaff George Arthur B. McNaughton           |
| V   | Individueel | Jean Lee                                       | Jean Richards                               | Dorothy Hinton                                    |
| V   | Team        | Jean Lee Jean Richards Christine Richards      | Dorothy Hinton J. Mitchell T. Morgan        | Ellen Johansson Lilian Arfwedson Ragnhild Windahl |

| Rang   | Land                | Goud | Zilver | Brons | Totaal |
| ------ | ------------------- | ---- | ------ | ----- | ------ |
| 1.     | Zweden              | 2    | 1      | 1     | 4      |
| 2.     | Verenigde Staten    | 2    | 1      | 0     | 3      |
| 3.     | Verenigd Koninkrijk | 0    | 1      | 2     | 3      |
| 4.     | Denemarken          | 0    | 1      | 1     | 2      |
| Totaal | Totaal              | 4    | 4      | 4     | 12     |

1931 ·
1932 ·
1933 ·
1934 ·
1935 ·
1936 ·
1937 ·
1938 ·
1939 ·
1946 ·
1947 ·
1948 ·
1949 ·
1950 ·
1952 ·
1953 ·
1955 ·
1957 ·
1958 ·
1959 ·
1961 ·
1963 ·
1965 ·
1967 ·
1969 ·
1971 ·
1973 ·
1975 ·
1977 ·
1979 ·
1981 ·
1983 ·
1985 ·
1987 ·
1989 ·
1991 ·
1993 ·
1995 ·
1997 ·
1999 ·
2001 ·
2003 ·
2005 ·
2007 ·
2009 ·
2011 ·
2013 ·
2015 ·
2017 ·
2019 ·
2021 ·
2023 ·